# 日本の生涯学習事業の一覧
日本の生涯学習事業の一覧（にほんのしょうがいがくしゅうじぎょうのいちらん）は、日本国内で実施されている生涯学習事業を一覧にしたものである（文部科学省所管の「放送大学」は除く）。なお、大学・大学校を呼称する施設で、学校教育法第104条に規定される学士等の学位を授与できるところはない。

## 北海道・東北地方

### 北海道
- 道民カレッジ

札幌市
- さっぽろ市民カレッジ
- シニア大学

### 青森県
- あおもり県民カレッジ

### 宮城県
- みやぎ県民大学

仙台市
- 仙台明治青年大学

### 秋田県
- 美の国カレッジ

### 山形県
- やまがたマナビィカレッジ

### 福島県
- ふくしま学習空間・夢まなびと
- あさかの学園大学

## 関東地方

### 茨城県
- 茨城県弘道館アカデミー
- つくば市民大学
- もりや市民大学

### 栃木県
- とちぎ県民カレッジ
- 宇都宮市民大学
- 那須塩原市民大学

### 群馬県
- ぐんま県民カレッジ

### 埼玉県
- 県立学校公開講座
- やしお市民大学・大学院
- さいたま市民大学
- 川口市民大学
- 行田市民大学
- 所沢市民大学
- 富士見市民大学

### 千葉県
- 千葉市民文化大学（公益財団法人千葉市文化振興財団）
- ふなばし市民大学校
- かしわ市民大学
- うらやす市民大学

### 東京都
- 都立学校開放事業
- 世田谷市民大学・生涯大学
- さやま市民大学

### 神奈川県
- かながわコミュニティカレッジ
- かわさき市民アカデミー（公益財団法人川崎市生涯学習財団）
- 横須賀市市民大学（公益財団法人横須賀市生涯学習財団）
- やまと市民大学

## 中部・北陸地方

### 新潟県
- いきいき県民カレッジ

新潟市
- にいがた市民大学

### 富山県
- 富山県民カレッジ

### 石川県
- 石川県民大学校

### 福井県
- 福井ライフ・アカデミー

### 山梨県
- キャンパスネットやまなし
- 山梨ことぶき勧学院
- 山梨学院生涯学習センター

### 長野県
- 長野県生涯学習推進センター
- 信濃教育会生涯学習推進センター

### 静岡県
- しずおか県民カレッジ

### 愛知県
- 学校開放講座
- あいち子ども芸術大学（あいち子ども芸術大学実行委員会）

名古屋市
- e-ねっと名古屋

## 近畿地方

### 三重県
- 三重県生涯学習センター
- みえアカデミックセミナー

### 滋賀県
- 淡海生涯カレッジ
- しが生涯学習アカデミー

### 京都府
- 京の府民大学
- 財団法人生涯学習かめおか財団（道の駅ガレリアかめおか内）

京都市
- 京都市生涯学習パスポート「京（みやこ）まなびパスポート」
- 高等学校生涯学習講座

### 大阪府
- 大阪府・市町村生涯学習ネットワーク会議（おおさかふみんネット）

### 兵庫県
- ふるさとひょうご創生塾
- 生活創造大学
- いなみ野学園
- 兵庫県高齢者放送大学
- 阪神シニアカレッジ

神戸市
- 神戸市老眼大学

### 和歌山県
- きのくに県民カレッジ

## 中国地方

### 鳥取県
- とっとり県民カレッジ

### 島根県
- 県立学校開放講座

### 岡山県
- 岡山市民文化大学
- 岡山県生涯学習大学「のびのびキャンパス岡山」

### 広島県
- 福山文化大学
- 広島市e-ラーニング

### 山口県
- 山口市民文化大学
- ネット村塾

## 四国地方

### 徳島県
- 徳島県立総合大学校「まなびーあ徳島」

### 香川県
- 香川県民文化大学
- かがわ県民カレッジ

### 愛媛県
- 生涯学習講座　コミュニティ・カレッジ
- 放送県民大学

## 九州・沖縄地方

### 福岡県
北九州市
- 北九州市民カレッジ

### 佐賀県
- 県民カレッジ夢パレットさが

### 長崎県
- ながさき県民大学

### 熊本県
- くまもと県民カレッジ

### 大分県
- おおいた学びの輪

### 宮崎県
- 県立学校開放講座

### 鹿児島県
- かごしま県民大学

### 沖縄県
- おきなわ県民カレッジ